# Liste des parcs d'État du Nevada

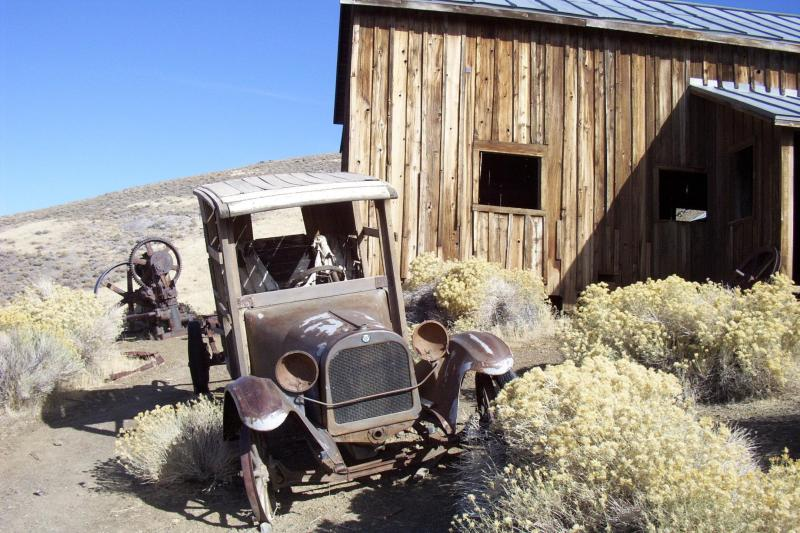
Berlin-Ichthyosaur

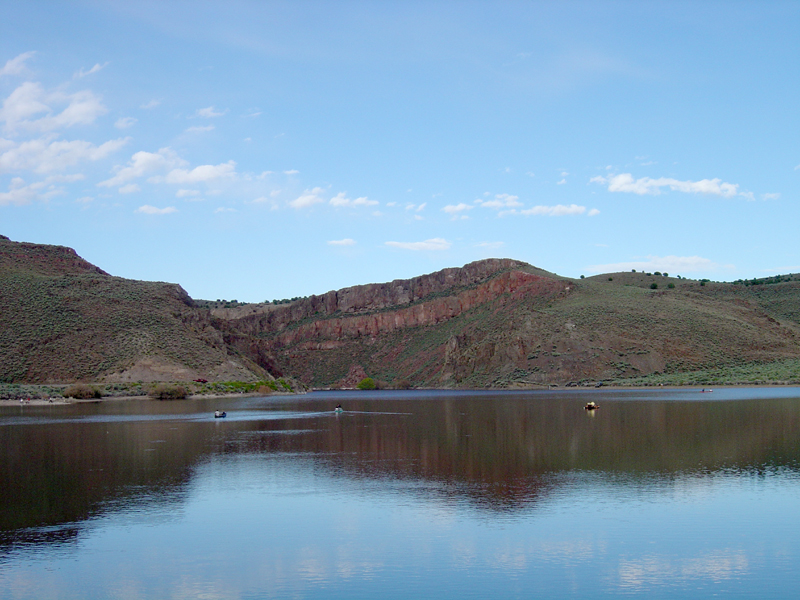
Echo Canyon

Liste des parcs d'État du Nevada aux États-Unis d'Amérique par ordre alphabétique. Ils sont gérés par le Nevada Division of State Parks.
- Beaver Dam
- Belmont Courthouse
- Berlin-Ichthyosaur
- Big Bend
- Cathedral Gorge
- Cave Lake
- Dayton
- Echo Canyon
- Floyd Lamb
- Fort Churchill
- Kershaw-Ryan
- Lahontan
- Lake Tahoe-Nevada
- Mormon Station
- Old Las Vegas Mormon
- Rye Patch

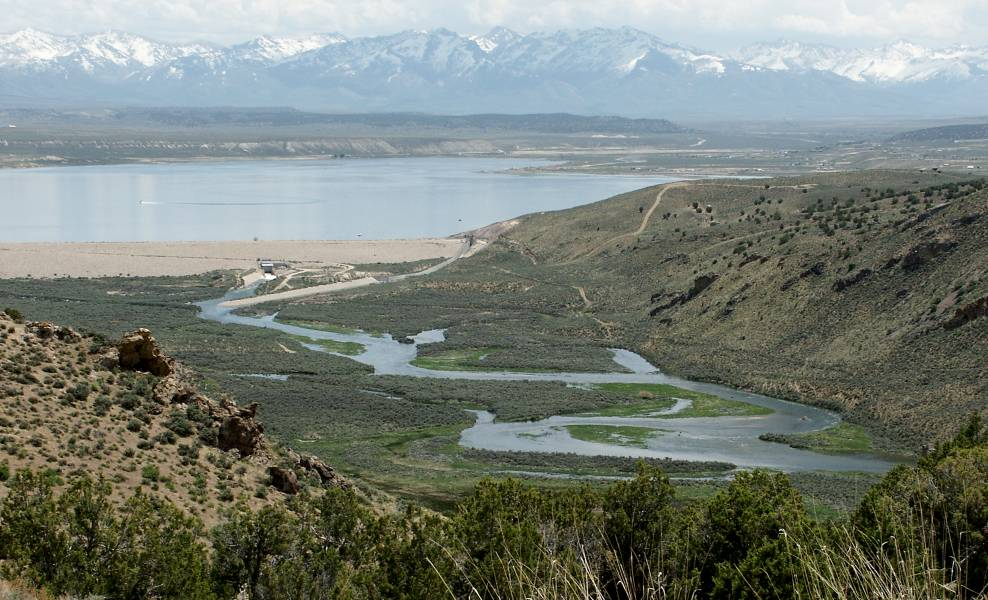
South Fork
- Spring Mountain Ranch
- Spring Valley
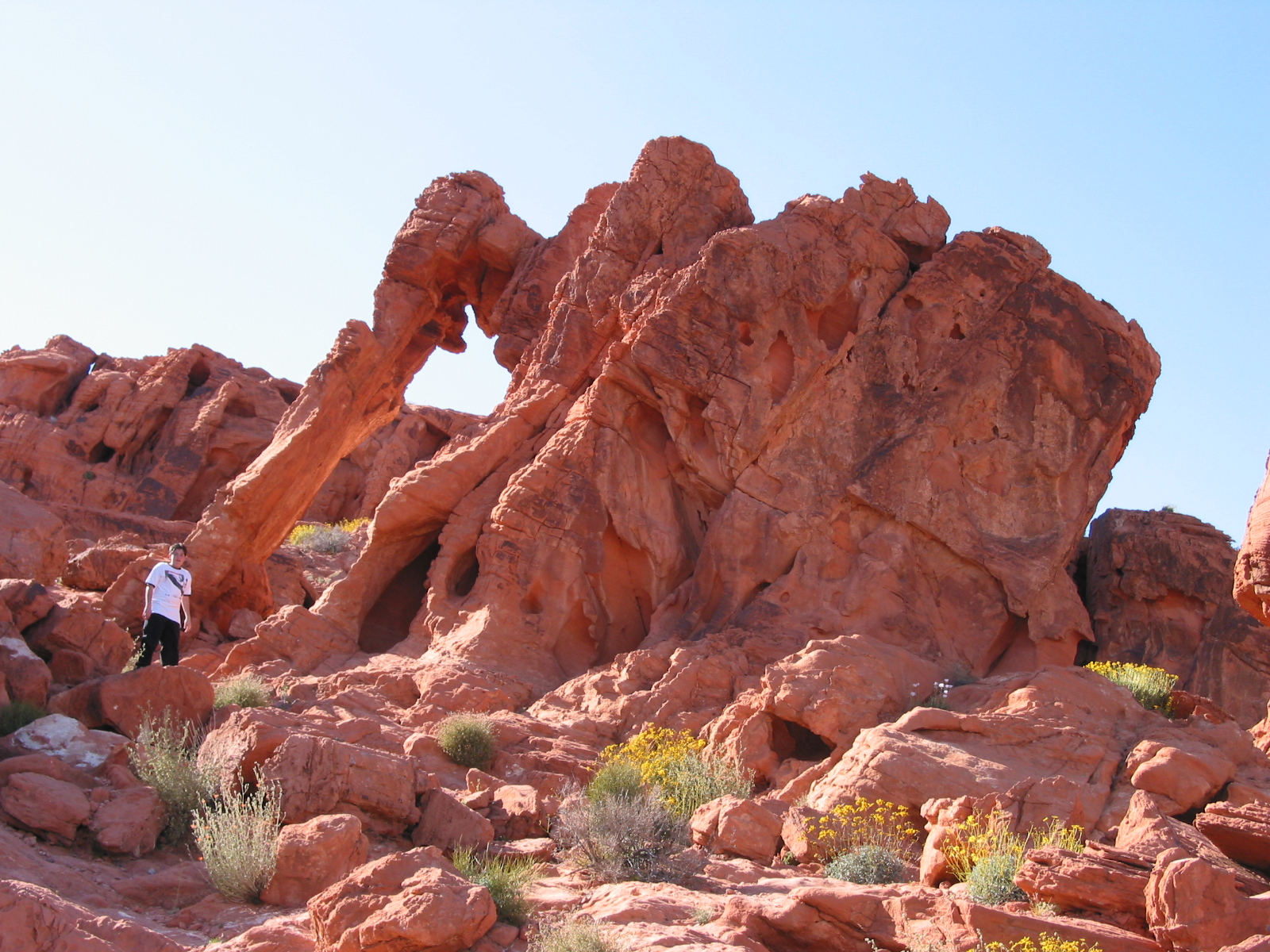
Valley of Fire
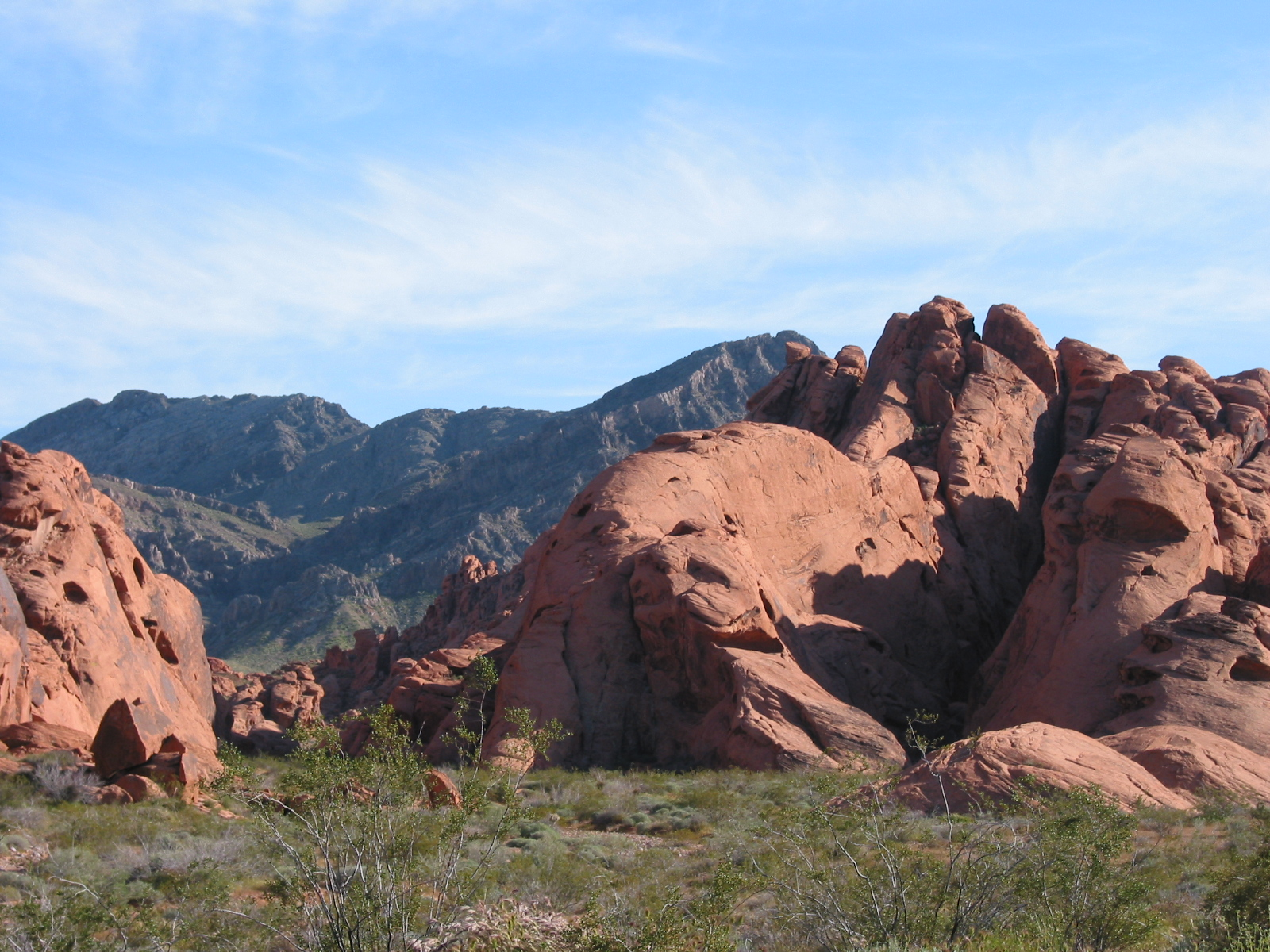
Valley of fire

- Walker Lake
- Ward Charcoal Ovens
- Washoe Lake
- Wild Horse